# Лил Тиџеј
Тајоун Џејден Мерит (енгл. Tione Jayden Merritt; Њујорк, 30. април 2001.), познатији под уметничким именом Лил Тиџеј (енгл. Lil Tjay) амерички је репер и певач. Истакнуо се 2018. године са песмом Resume,  касније исте године потписао је уговор са издавачком кућом Columbia Records. Његово уметничко име изведено је од првог слова његовог имена и прва три слова његовог средњег имена.
Његов први албум је Tru 2 Myself изашао је 2019. године. Исте године објавио је ЕП State of Emergency дрил жанра (популарни поджанр хип-хопа у Њујорку). Албум True 2 Myself , достигао је 5. место на америчкој Билборд 200 листи. Други студијски албум, Destined 2 Win, објављен је 2021. године. Сингл са албума Calling My Phone (дует са 6lack), његова је најуспешнија песма до сада.

## Детињство
Мерит је рођен у њујоршкој четврти Бронкс. Одгајан је од стране самохране мајке заједно са своја два млађа брата у скромном стану. Мерит је себе сматрао најпроблематичнијим у породици, пошто се често увлачио у ситне пљачке и школске туче. Са 15 година, Мерит је ухапшен због једне од пљачки и осуђен је на годину дана притвора за малолетнике где је и почео да пише текстове за своје песме; једна од тих песама билa је "Resume" која је објављена на SoundCloud-у.
| Назив          | Информације                                  | Бр. песама          |
| -------------- | -------------------------------------------- | ------------------- |
| True 2 Myself  | Објављен 11. Октобра 2019. Коламбија рекордс | 16 песама 2 ремикса |
| Destined 2 Win | Објављен 2. Априла 2021. Коламбија рекордс   | 21 песма            |

## Дискографија
- True 2 Myself (2019)
- Destined 2 Win (2021)